# وائل سلیمان
وائل سلیمان (عربی: وائل سليمان أحمد المحيسن الحبشي؛ زادهٔ ۸ اوت ۱۹۶۴) بازیکن فوتبال اهل کویت بود.
وی همچنین در تیم ملی فوتبال کویت بازی کرده‌است.